# Sitticus canus
Sitticus canus là một loài nhện trong họ Salticidae.
Loài này thuộc chi Sitticus. Sitticus canus được María Elena Galiano miêu tả năm 1977.